# Villardebelle
Villardebelle ist eine französische Gemeinde mit 61 Einwohnern (Stand 1. Januar 2022) im Département Aude in der Region Okzitanien. Sie gehört zum Kanton La Région Limouxine im Arrondissement Limoux.
Nachbargemeinden sind Caunette-sur-Lauquet im Norden, Bouisse im Osten, Valmigère im Süden, Missègre im Südwesten und Belcastel-et-Buc im Westen.

## Bevölkerungsentwicklung

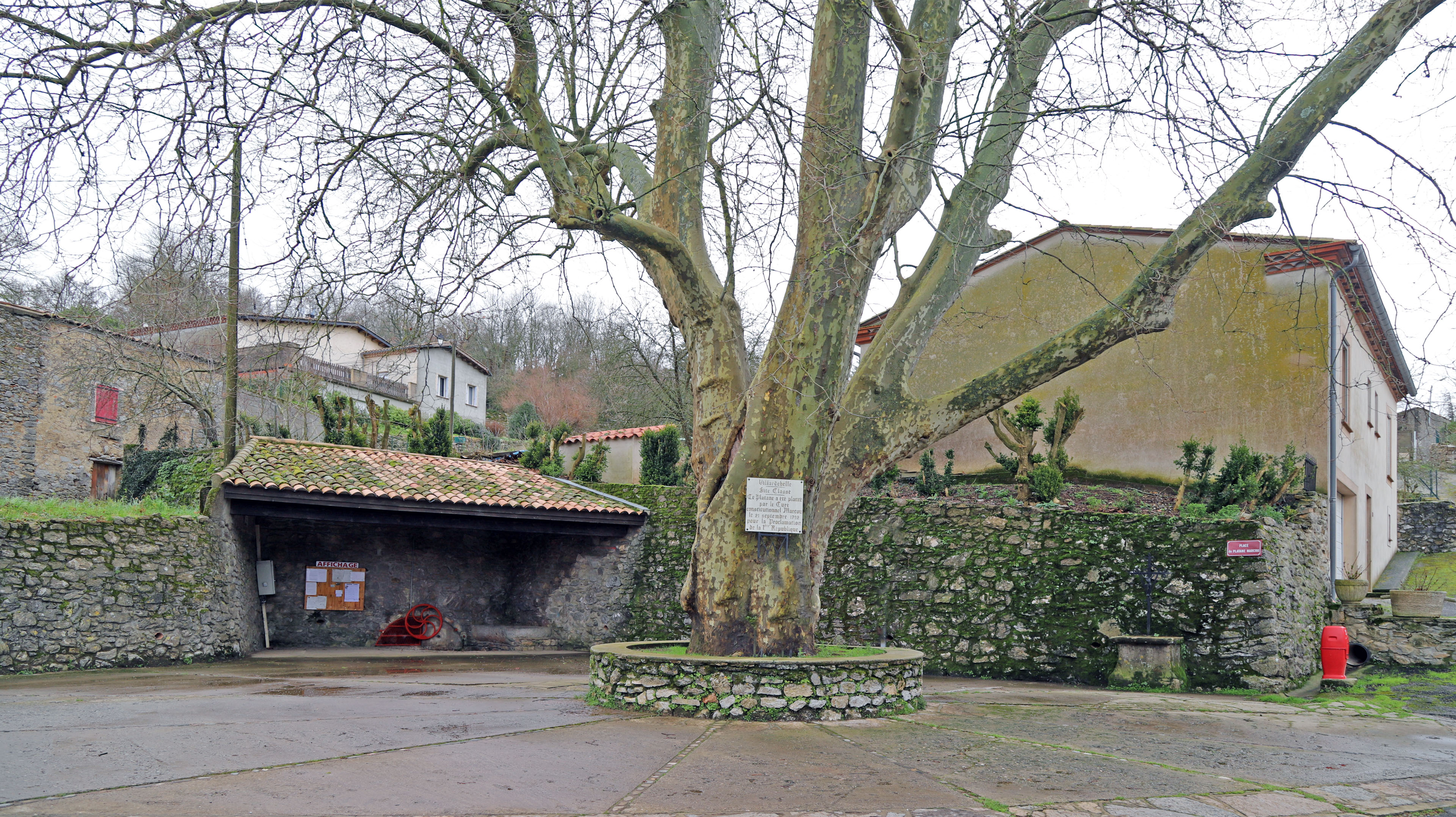
Platane aus dem Jahr 1792

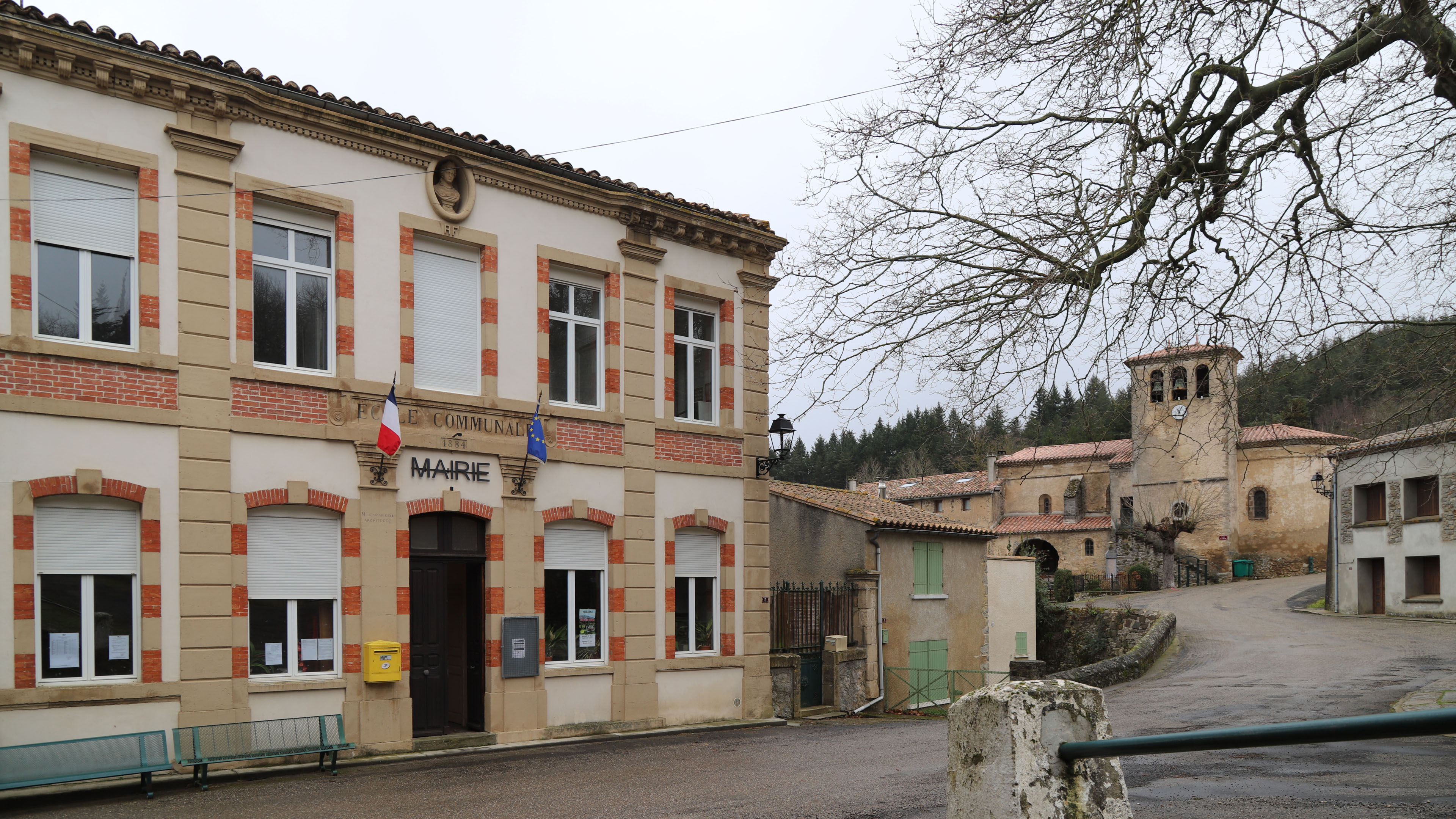
Rathaus- und Schulgebäude, rechts die Kirche Sainte-Vierge

| Jahr      | 1962 | 1968 | 1975 | 1982 | 1990 | 1999 | 2008 | 2019 |
| --------- | ---- | ---- | ---- | ---- | ---- | ---- | ---- | ---- |
| Einwohner | 136  | 101  | 84   | 64   | 61   | 74   | 70   | 55   |